# Barranco de Guiniguada
Barranco de Guiniguada är ett periodiskt vattendrag i Spanien.   Det ligger i provinsen Provincia de Las Palmas och regionen Kanarieöarna, i den sydvästra delen av landet, 1 700 km sydväst om huvudstaden Madrid. Barranco de Guiniguada ligger på ögruppen Kanarieöarna.